# Sombr
Shane Michael Boose (Nova Iorque, 5 de julho de 2005), mais conhecido como como Sombr, é um cantor, compositor e produtor americano. Ele lançou seu single de estreia, "Nothing Left to Say", em 2021, e seu primeiro extended play (EP), In Another Life, em 2023, coproduzido por Tony Berg, pela Warner Records e pela própria gravadora de Sombr, SMB.

## Vida Pessoal
Shane Michael Boose nasceu em 5 de julho de 2005, na cidade de Nova Iorque, e foi criado no Lower East Side. Shane estudou na LaGuardia High School, uma escola pública, como aluno de canto, mas abandonou os estudos durante o terceiro ano após lançar a música "Caroline" em junho de 2022.  Atualmente, ele mora em Los Angeles, Califórnia.

## Carreira
Sombr, adotou esse nome ao lançar seu primeiro single, "Nothing Left to Say", em outubro de 2021.  O nome reflete suas iniciais (SMB) e seu estado emocional na época. Em setembro de 2023, lançou seu primeiro EP.
Em 2025, "Back to Friends" e "Undressed" ganharam viralidade no aplicativo de compartilhamento de vídeos, TikTok, e se tornaram os grandes sucessos de Sombr, levando às suas primeiras aparições em várias paradas ao redor do mundo, incluindo a Billboard Hot 100. O sucesso rendeu ao cantor duas indicações ao MTV Video Music Awards de 2025, incluindo Melhor Artista Revelação e Melhor Vídeo Alternativo.

## Discografia

### EPs
| Título          | Detalhes                                                                                              |
| --------------- | --- |
| In Another Life | - Lançamento: 15 de Setembro de 2023 - Gravadora: SMB, Warner - Formatos: Download digital, streaming |

### Singles
| Canção                                                          | Ano  |
| --------------------------------------------------------------- | ---- |
| "Nothing Left To Say"                                           | 2021 |
| "Fine"                                                          | 2022 |
| "Throught It All"                                               | 2022 |
| "Caroline"                                                      | 2022 |
| "Willow"                                                        | 2022 |
| "Weak"                                                          | 2023 |
| "Alibi"                                                         | 2023 |
| "Never Find You"                                                | 2023 |
| "Silhoutte"                                                     | 2023 |
| "My House Is Warm"                                              | 2023 |
| "Would've Been You"                                             | 2023 |
| "I Don't Know You Anymore"                                      | 2023 |
| "In Your Arms"                                                  | 2024 |
| "I'll Remember Tonight"                                         | 2024 |
| "Savior"                                                        | 2024 |
| "Perfume"                                                       | 2024 |
| "Do I Ever Cross Your Mind"                                     | 2024 |
| "Makes Me Want You"                                             | 2024 |
| "Back To Friends"                                               | 2024 |
| "All I Ever Asked" (participação especial de Rachel Chinouriri) | 2025 |
| "Undressed"                                                     | 2025 |
| "We Never Dated"                                                | 2025 |
| "12 to 12"                                                      | 2025 |

## Turnês

### Artista Principal
- The Late Nights & Young Romance Tour (2025/2026)[13]

### Ato de abertura
- Daniel Seavey – Second Wind Tour (2025)[13]
- Nessa Barrett – Aftercare World Tour (2025)[14]

## Prêmios e indicações
| Ano  | Premiação              | Categoria                | Trabalho          | Resultado | Ref.   |
| ---- | ---------------------- | ------------------------ | ----------------- | --------- | ------ |
| 2025 | MTV Video Music Awards | Melhor Artista Revelação | Ele Mesmo         | Pendente  | [ 15 ] |
| 2025 | MTV Video Music Awards | Melhor Vídeo Alternativo | "Back To Friends" | Pendente  | [ 15 ] |